# Später Ginsterspanner

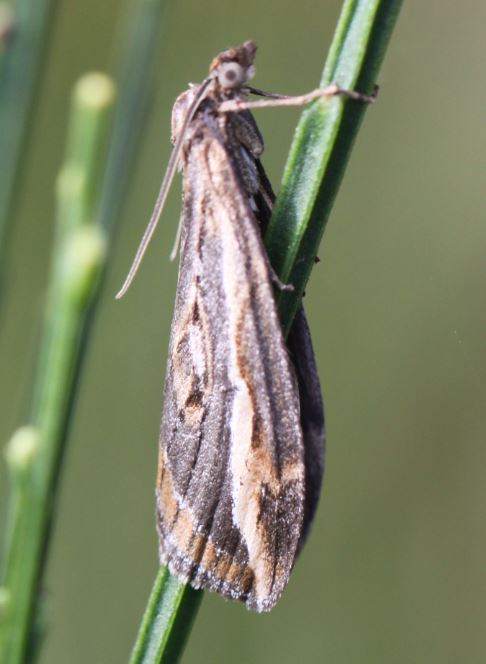
Falter in Sitzstellung

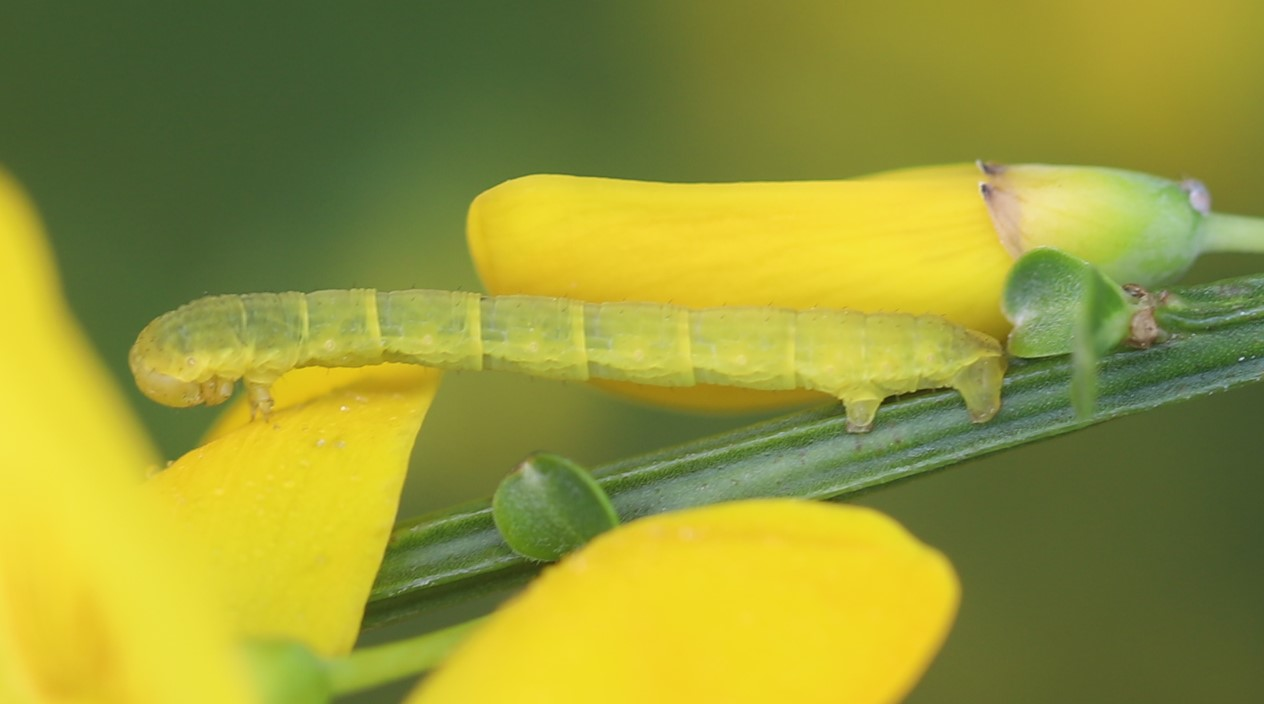
Jungraupe

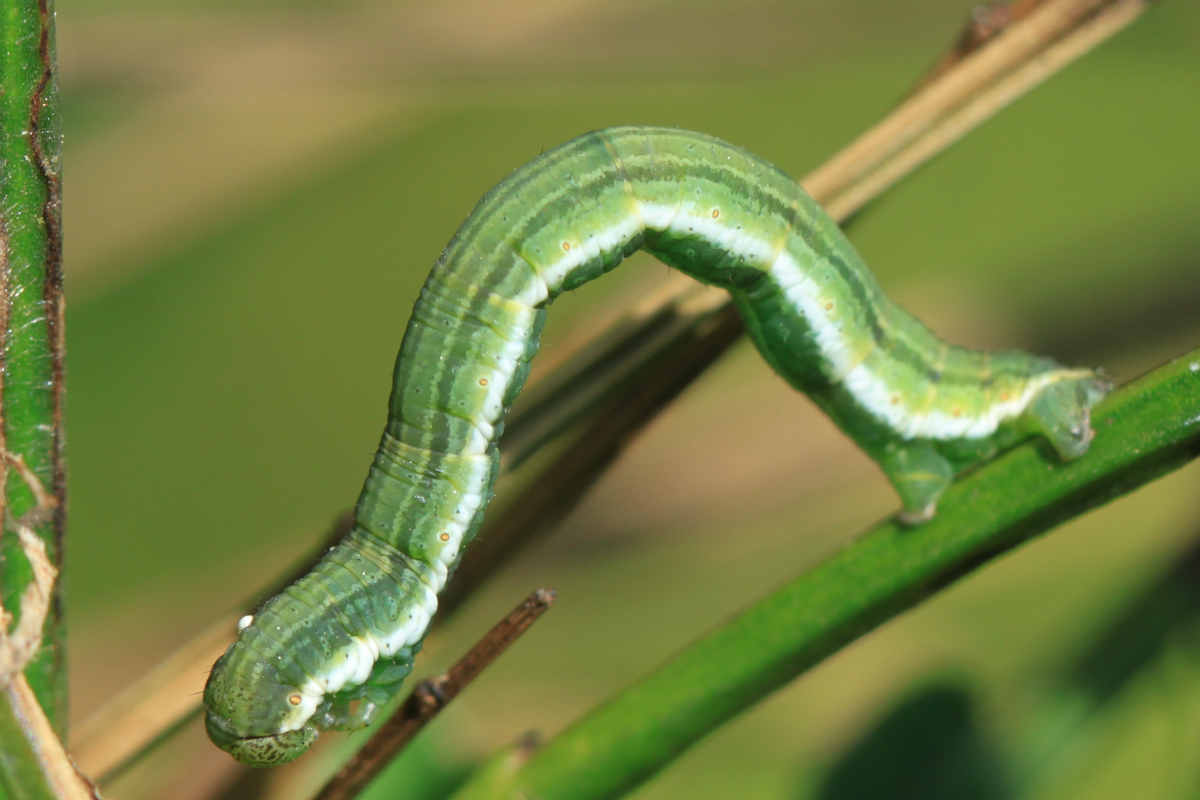
Ausgewachsene Raupe

Der Späte Ginsterspanner (Chesias legatella) ist ein Schmetterling (Nachtfalter) aus der Familie der Spanner (Geometridae).

## Merkmale

### Falter
Die Flügelspannweite der Falter reicht von 35 bis zu 38 Millimetern. Die Falter besitzen ein Muster in den Farben braun, grauschwarz und weiß. Markant ist eine breite weiße Strichzeichnung der Vorderflügel parallel zum vorderen Flügelrand, die bis zum Apex reicht. Im Englischen trägt die Schmetterlingsart die Bezeichnung Streak für „Strähne“ oder „Strich“.

### Raupe
Erwachsene Raupen sind grün gefärbt und besitzen an den Seiten eine markante weiße Strichzeichnung. 

## Geographische Verbreitung und Vorkommen
Der Späte Ginsterspanner kommt in Nordafrika, in West- und Mitteleuropa einschließlich der Britischen Inseln sowie im Süden Skandinaviens vor. Die Art bewohnt bevorzugt Waldränder und Heideflächen mit Ginsterbewuchs. Der Bestand des Späten Ginsterspanners gilt als gefährdet.

## Lebensweise
Die nacht- und dämmerungsaktiven Falter fliegen in einer Generation von Anfang September bis Anfang November. Die Falter werden gelegentlich nachts von künstlichen Lichtquellen angelockt. Die Raupen schlüpfen nach der Überwinterung aus ihren Eiern und sind im Mai und Juni zu beobachten. 
Zu den Futterpflanzen der Raupen gehören verschiedene Arten der Gattung Genista sowie der Besenginster (Cytisus scoparius).